# Thorectandra diversispiculifera
Thorectandra diversispiculifera är en svampdjursart som beskrevs av Ferrer-Hernandez 1918. Thorectandra diversispiculifera ingår i släktet Thorectandra och familjen Thorectidae. Inga underarter finns listade i Catalogue of Life.